# Puchar Bośni i Hercegowiny w piłce siatkowej mężczyzn (2009/2010)
Rozgrywki o Puchar Bośni i Hercegowiny w piłce siatkowej mężczyzn w sezonie 2009/2010 (Kupa Bosne i Hercegovine) zainaugurowane zostały w grudniu 2009 roku. Brały w nich udział kluby z Premijer liga.
Rozgrywki składały się z 1/4 finału i turnieju finałowego.
Turniej finałowy rozegrany został w Dvorana "SŠC Pero Zečević" w Odžak.
Zdobywcą Pucharu Bośni i Hercegowiny została drużyna OK Kakanj.
Mecze turnieju finałowego transmitowała BHT1.

## 1/4 finału
| 09.12.2009 | OK Modriča Optima | 1:3 (15:25, 25:22, 24:26, 18:25) | MOK Brčko-Jedinstvo |

| 16.12.2009 | MOK Brčko-Jedinstvo | 3:2 (18:25, 25:20, 25:21, 20:25, 15:9) | OK Modriča Optima |

| 09.12.2009 | OK Radnik | 3:2 (22:25, 25:11, 22:25, 25:21, 15:12) | OK Bosna Eurohaus |

| 16.12.2009 | OK Bosna Eurohaus | 3:0 (25:16, 25:19, 27:25) | OK Radnik |

| 09.12.2009 | OK Napredak Odžak | 3:0 (25:23, 25:16, 25:20) | OK Gacko |

| 12.12.2009 | OK Gacko | 0:3 (18:25, 23:25, 24:26) | OK Napredak Odžak |

| 16.12.2009 | OK Student B.O. | ( ) | OK Kakanj |

| 23.12.2009 | OK Kakanj | 3:1 (23:25, 25:21, 25:17, 25:17) | OK Student B.O. |

## Turniej finałowy

### Półfinały
| 13.03.2010 | MOK Brčko-Jedinstvo | 3:0 (25:20, 25:18, 27:25) | OK Napredak Odžak |

| 13.03.2010 | OK Kakanj | 3:0 (25:11, 25:18, 29:27) | OK Bosna Eurohaus |

### Finał
| 14.03.2010 | MOK Brčko-Jedinstvo | 0:3 (24:26, 7:25, 19:25) | OK Kakanj |

## Klasyfikacja końcowa
| Miejsce | Zespół              |
| ------- | ------------------- |
| złoto   | OK Kakanj           |
| 2.      | MOK Brčko-Jedinstvo |
| 3-4.    | OK Bosna Eurohaus   |
| 3-4.    | OK Napredak Odžak   |